# Scarfilm
 (décembre 2012).
Si vous disposez d'ouvrages ou d'articles de référence ou si vous connaissez des sites web de qualité traitant du thème abordé ici, merci de compléter l'article en donnant les références utiles à sa vérifiabilité et en les liant à la section « Notes et références ».
Scarfilm est une société de production cinématographique. Son siège social se trouve à Bruxelles, en Belgique.
Scarfilm produit des films de fiction, des clips.

## Historique
Initialement, Scarfilm fut créée par le réalisateur belge Gérald Frydman en 1976 dans le but de produire ses propres courts-métrages pour lesquels il reçut de nombreux prix prestigieux dont la Palme d'Or du court-métrage à Cannes en 1984 pour Le Cheval de Fer.
Depuis 2014, Scarfilm a pris un nouveau départ avec l'arrivée d'une nouvelle équipe de jeunes talents et se lance dans la production de clips vidéos, de pubs, de films institutionnels et toujours de fictions.
Scarfilm aborde les sujets contemporains avec le cinéma, la photographie et le clip vidéo, mélangeant différents styles dans ses projets.

## Filmographie
- 1976 : Agulana  (prix du jury du festival de Cannes en 1976)
- 1981 : L'Immortel
- 1982 : Last Cut
- 1984 : That's all Folks
- 1991 : Les Effaceurs
- 1996 : J'ai eu dur
- 2001 : Arthur Masson, l'homme qui écrivait des livres, documentaire
- 2003 : La Séquence Sylverstein
- 2004 : Porteurs d'eau de Carlos Rendón Zipagauta coproduit par VDE & Cie (Ex. Farra Vox)
- 2008 : Battle
- 2008 : Combat avec l'ange
- 2010 : Une dernière fois
- 2011 : Strangers
- 2012 : Lipstick
- 2013 : In Exequiel
- 2015 : L'Opération
- 2015 : Man's Paradox
- 2015 : Scars
- 2015 : La Graine